# Pölling, Šentandraž v Labotski dolini
Pölling je naselje v Občini Šentandraž v Labotski dolini v Okraju Volšperk na Koroškem v Avstriji.